# Литтелтон, Чарльз, 10-й виконт Кобэм
Чарльз Джон Литтелтон, 10 виконт Кобэм (англ. Charles Lyttelton; 8 августа 1909 — 20 марта 1977) — десятый генерал-губернатор Новой Зеландии. Игрок в крикет.

## Биография
Родился в Кинсенгтоне. Мать — Виолетта Йоланда Леонард. Отец — Джон Кавендиш Литтелтон. В 1922 году он должен был стать девятым виконтом Кобэмом. Семья имела исторические связи с Новой Зеландией: прадед Чарльза, в честь которого был назван город Литтелтон, был председателем Кентерберийской ассоциации. Чарльз учился в Итонском колледже, а затем в Тринити-колледже в Кембридже, получив степень бакалавра с отличием в области права в 1932 году. В школе он хорошо играл в крикет.